# Cecidosidae
Cecidosidae är en familj av fjärilar. Cecidosidae ingår i överfamiljen Incurvarioidea, ordningen fjärilar, klassen egentliga insekter, fylumet leddjur och riket djur. Enligt Catalogue of Life omfattar familjen Cecidosidae 12 arter. 
Kladogram enligt Catalogue of Life:
| Cecidosidae | \| \| Cecidoses \| \| \| \| \| \| Dicranoses \| \| \| \| \| \| Ridiaschina \| \| \| \| \| \| Scyrotis \| \| \| \| \| \| Xanadoses \| \| \| \| |
|             | \| \| Cecidoses \| \| \| \| \| \| Dicranoses \| \| \| \| \| \| Ridiaschina \| \| \| \| \| \| Scyrotis \| \| \| \| \| \| Xanadoses \| \| \| \| |
|             | antennmalar, Adelidae |
|             | |
|             | Crinopterygidae |
|             | |
|             | hålmalar, Heliozelidae |
|             | |
|             | bladskärarmalar, Incurvariidae |
|             | |
|             | knoppmalar, Prodoxidae |
|             | |
|             | Cecidoses |
|             | |
|             | Dicranoses |
|             | |
|             | Ridiaschina |
|             | |
|             | Scyrotis |
|             | |
|             | Xanadoses |
|             | |

|  | Cecidoses   |
|  |             |
|  | Dicranoses  |
|  |             |
|  | Ridiaschina |
|  |             |
|  | Scyrotis    |
|  |             |
|  | Xanadoses   |
|  |             |